# Костел Успіння Пресвятої Діви Марії (Умань)
Костел Успіння Пресвятої Діви Марії (також Костел Успіння Пресвятої Богородиці) — єдиний в Умані римо-католицький храм, розташований за адресою вул. Андрія Кизила, 2. Нині в ньому розміщується Уманська картинна галерея. Римо-католицька громада міста щонеділі відправляє в ньому богослужіння. Кошти для будівництва надала Олександра Браницька, дружина Францішека Ксаверія Браницького.
Незважаючи на втрату первинного вигляду (втрачено дві вежі з боків фасаду), пам'ятка є важливим містоформуючим елементом у забудові центральної частини міста і являє характерний добуток пізнього класицизму.

## Історія

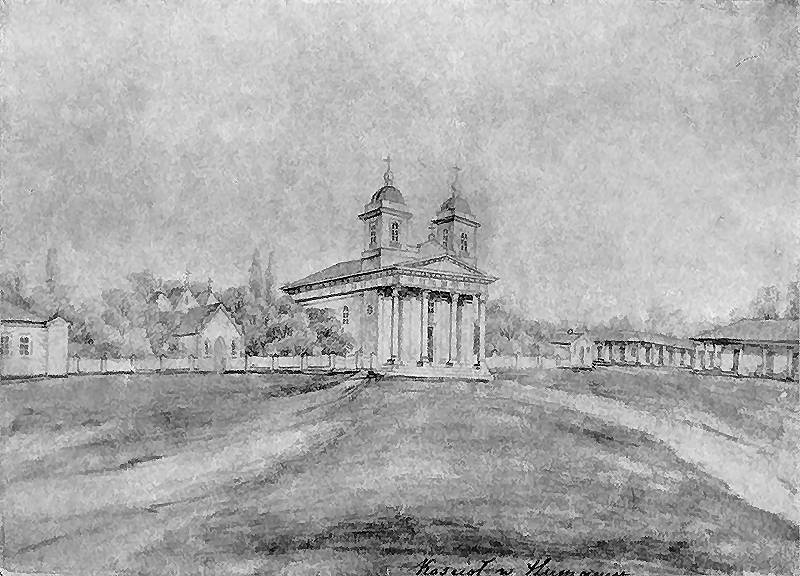
Костел в Умані. Наполеон Орда

Храм почали розбудовувати в 1780 році на території старого польського кладовища. Тоді було закладено лише кам'яний фундамент, після чого будівництво надовго припинилося. Воно було відновлене лише на початку 1820 року, через 6 років доведене до кінця. 15 липня 1826 року відбувся урочистий акт посвячення на вшанування пам'яті Внебовзяття (Успіння) Пресвятої Діви Марії.
Кошти для будівництва надала російська православна за віросповіданням Олександра Браницька, дружина Францішека Ксаверія Браницького.
У приміщенні сучасного Центру здоров'я розташовувались кімнати для проживання ксьондзів, а вулиця, що проходить ліворуч споруди, отримала назву Костельна (радянська назва — Піонтковського).
Розвиток костелу у ХХ столітті досить неоднорідний. Еміграція поляків у 1918–1923 роках, викликана Громадянською війною та непривітним ставленням радянської влади до розвитку релігійного життя в союзних республіках, фактично завершила діяльність костьолу, хоча офіційно він вважався діючим до 1934 року. Потім, внаслідок зменшення чисельності римо-католиків в Умані, костьол закрили, розібрали дві вежі та зняли хрести, після чого будівля певний час виконувала роль філії Уманського краєзнавчого музею, а пізніше була передана під склад різних знарядь.
У 1964 році в костьолі було проведено капітальний ремонт для його майбутнього використання в культурних цілях. З березня 1974 року тут розміщено Уманську картинну галерею як відділення Уманського краєзнавчого музею.
У 1993 році з метою задовольнити претензії віруючих міська влада зробила спробу перевести картинну галерею до іншого приміщення, але внаслідок погіршення економічної ситуації в країні ці роботи проведені не були, і це питання так і не було вирішене.
Із 1998 року в Умані ведуться проектно-дослідницькі роботи з відновлення втрачених елементів будинку, тобто веж і бань із хрестами.

## Опис
Цегляний, прямокутний у плані, 3-навний, 8-стовпний, з напівциркульною апсидою і прямокутними, симетрично розташованими захристями. Головний східний фасад акцентований 4-колонним портиком тосканського ордера, який піднятий на ступінчастий стилобат і несе антаблемент з тригліфами по фризу і модульйонами під карнизом, завершений трикутним фронтоном. Стіни бічних фасадів ритмічно розчленовані віконними прорізами з напівциркульними перемичками, завершені антаблементом, аналогічним головному фасаду.
Декоративне оформлення фасадів зводиться до простих наличників, що обрамляють віконні прорізи, стрічкової рустовки східної частині будівлі і частково бічних фасадів, прямокутних сандриків класицистичного профілю над вхідними дверима.
Внутрішній простір розкрито глибинно. Вісім опорних пілонів, з'єднаних напівциркульними арками з напівколонами іонічного ордера, несуть потужний антаблемент, на який спираються склепіння. Широка центральна нава перекритий напівциркульним склепінням, перехідним у конхи в апсиді, вузькі бічні нави перекриті такими ж склепіннями, бічні приміщення — напівциркульними склепіннями з розпалубками, що сходяться в шелигс. Фриз прикрашений ліпним рослинним орнаментом з рокайлевими мотивами, імпости арок, архівольти і капітелі колон — іоніки і мотивами аканта і пальмет.

### Галерея

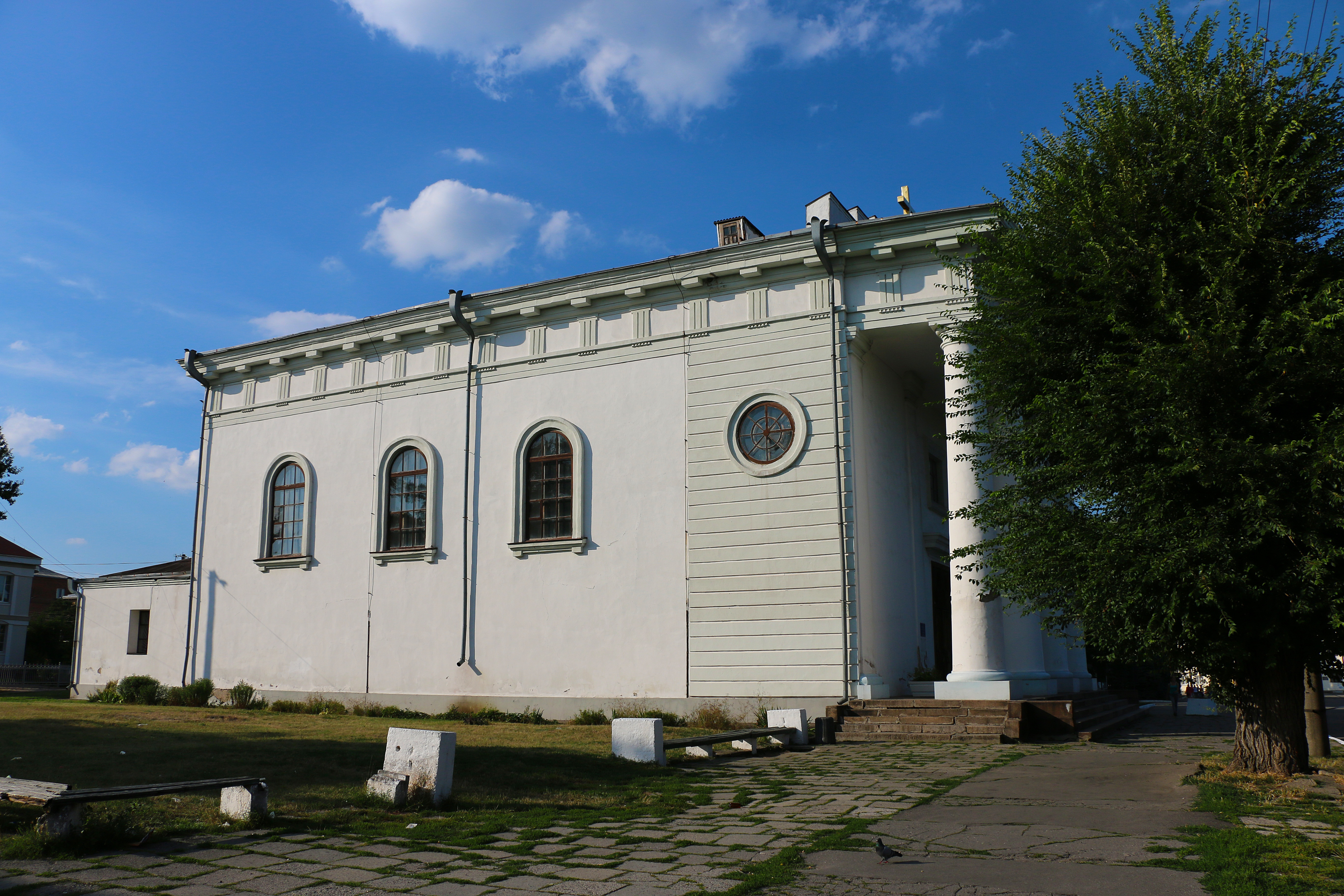
Бічний фасад
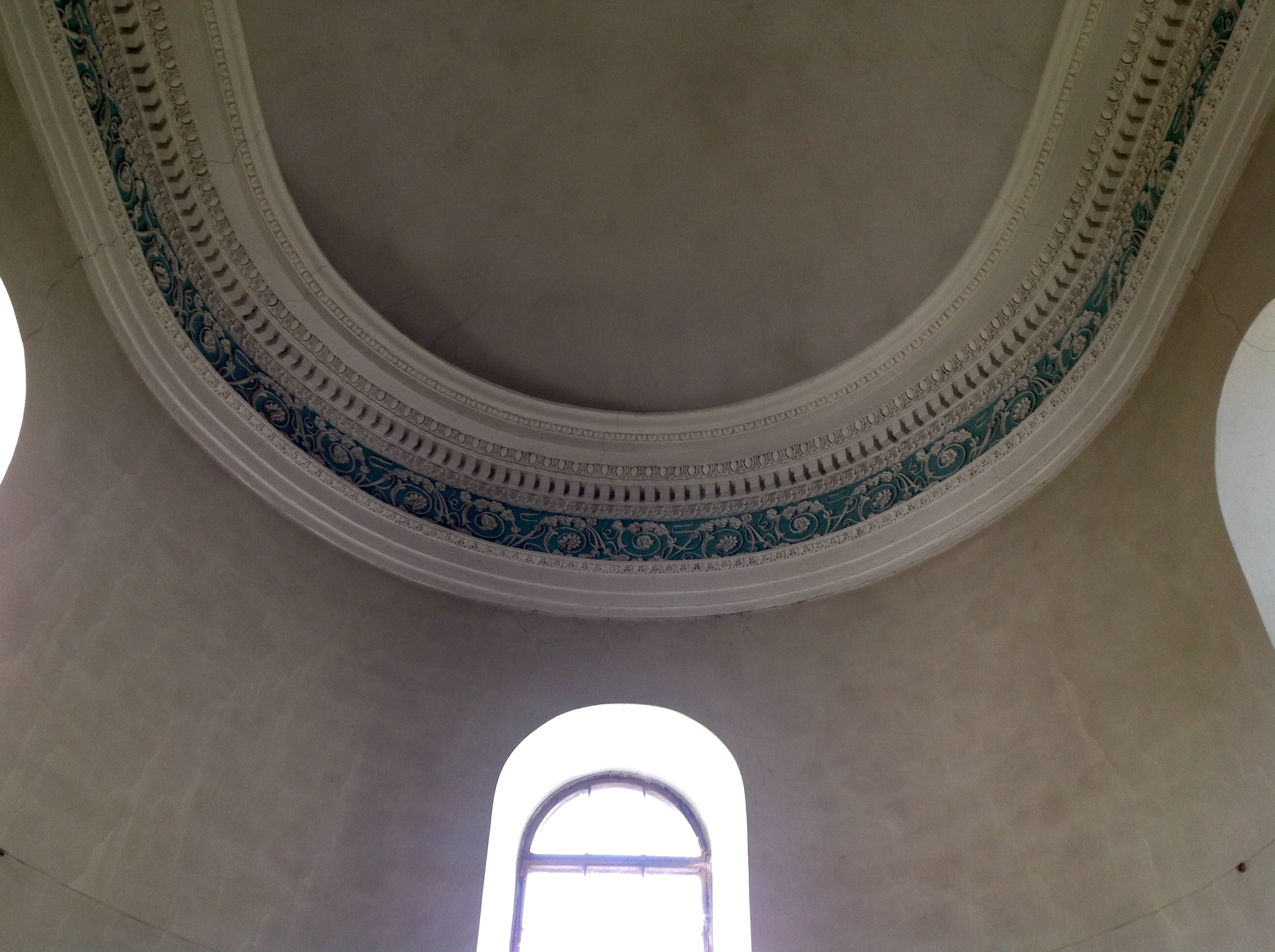
Купол костелу
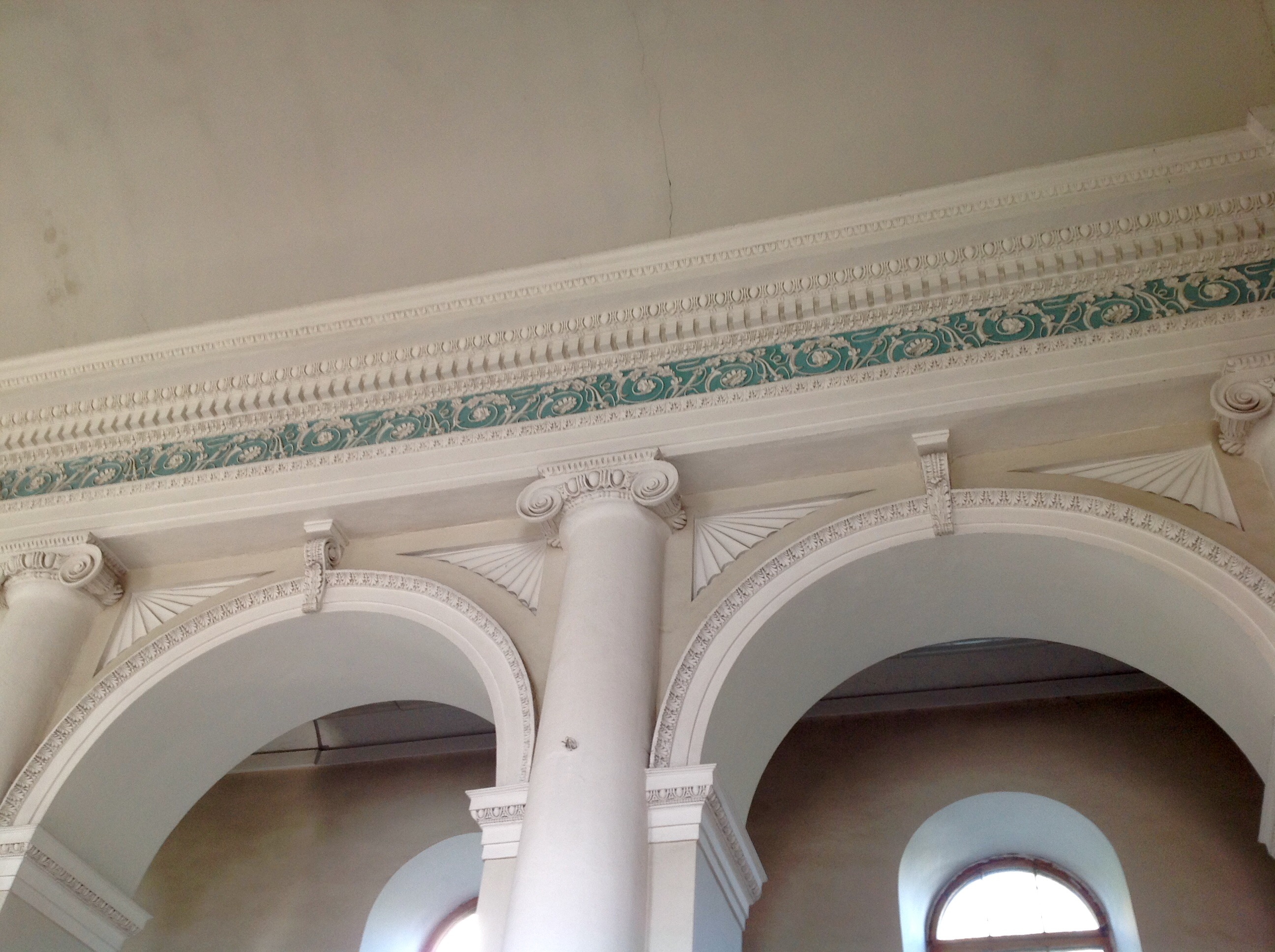
Колонада
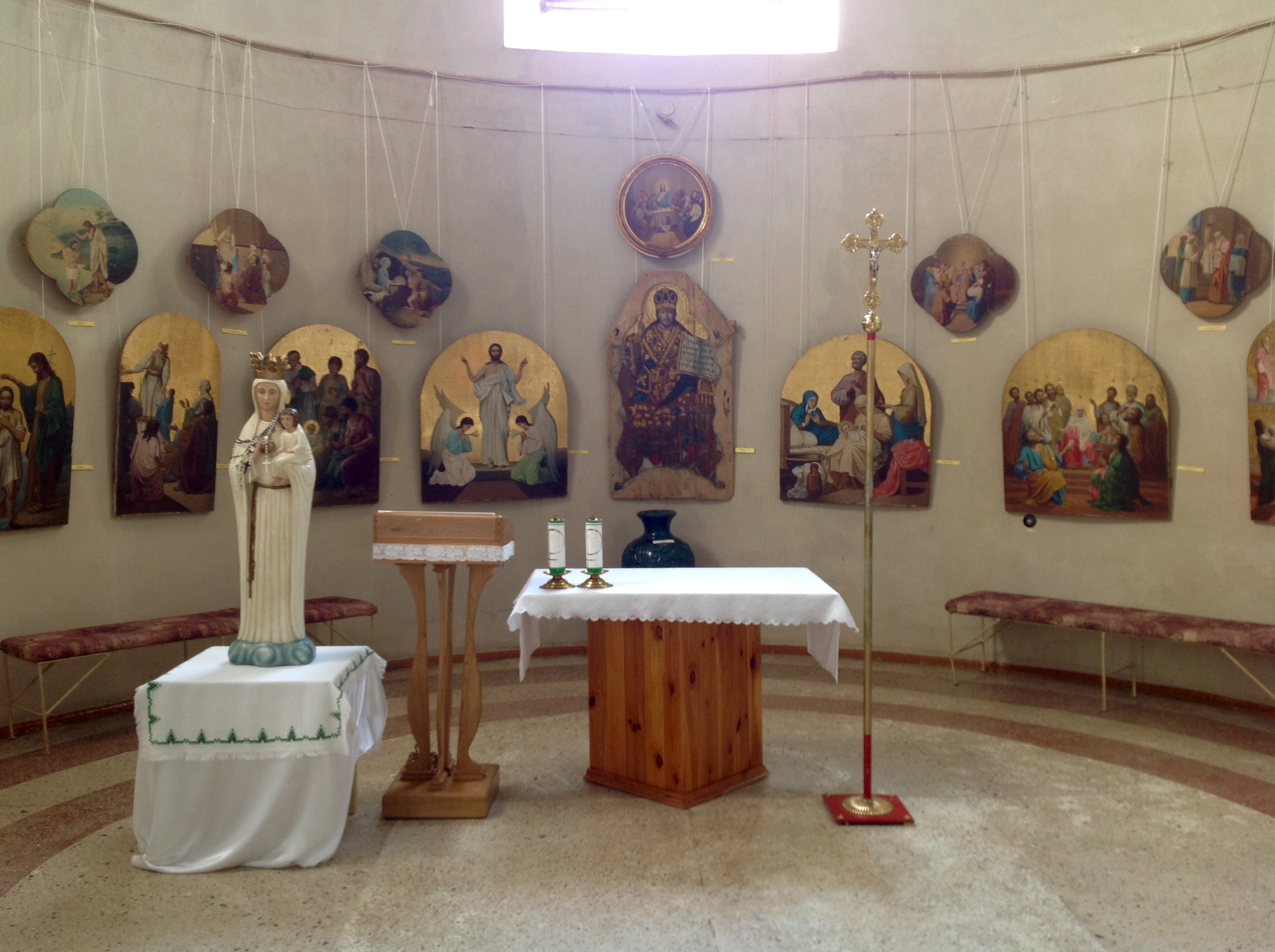
Вівтарне місце
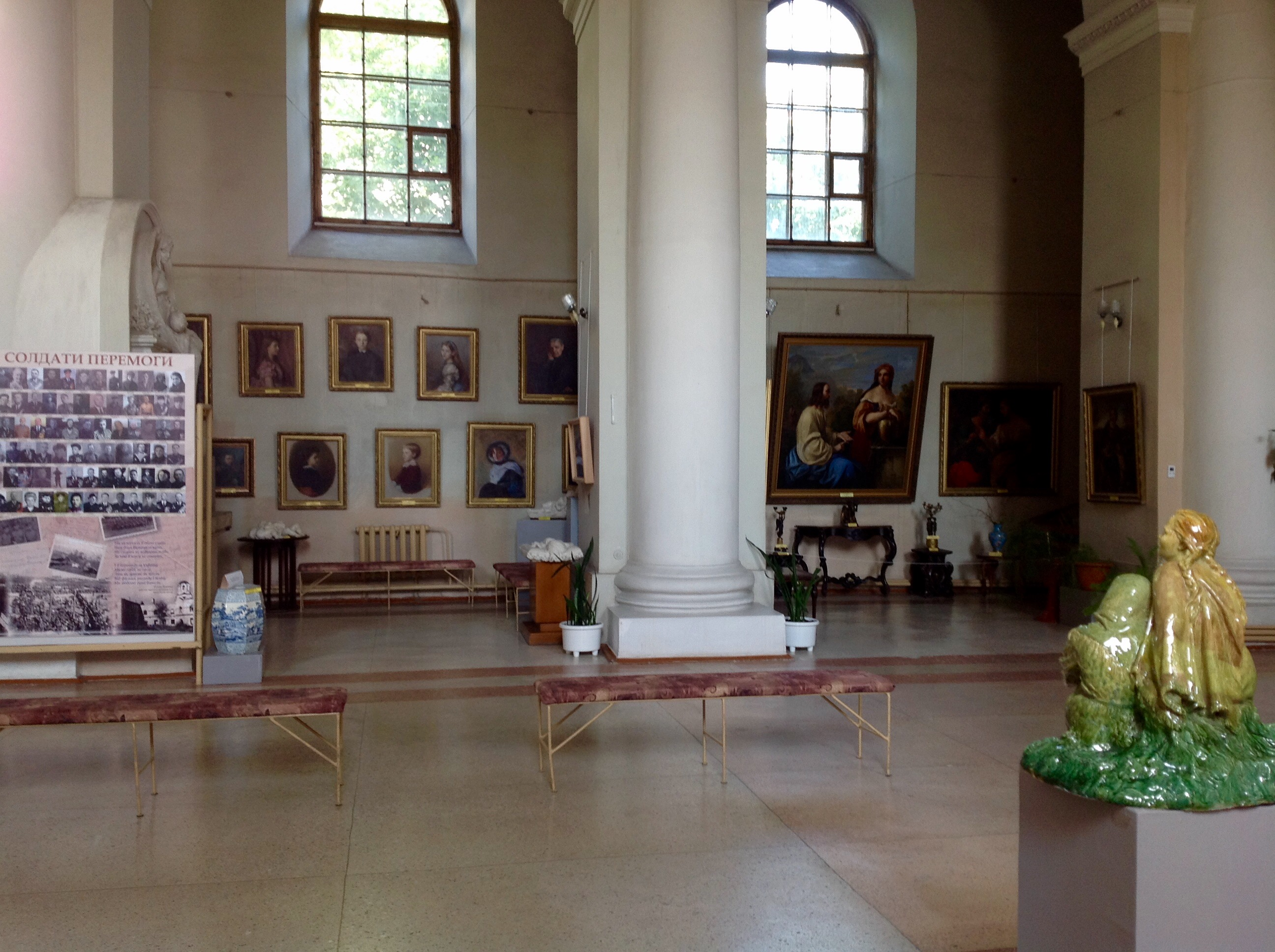
Сучасна музейна експозиція
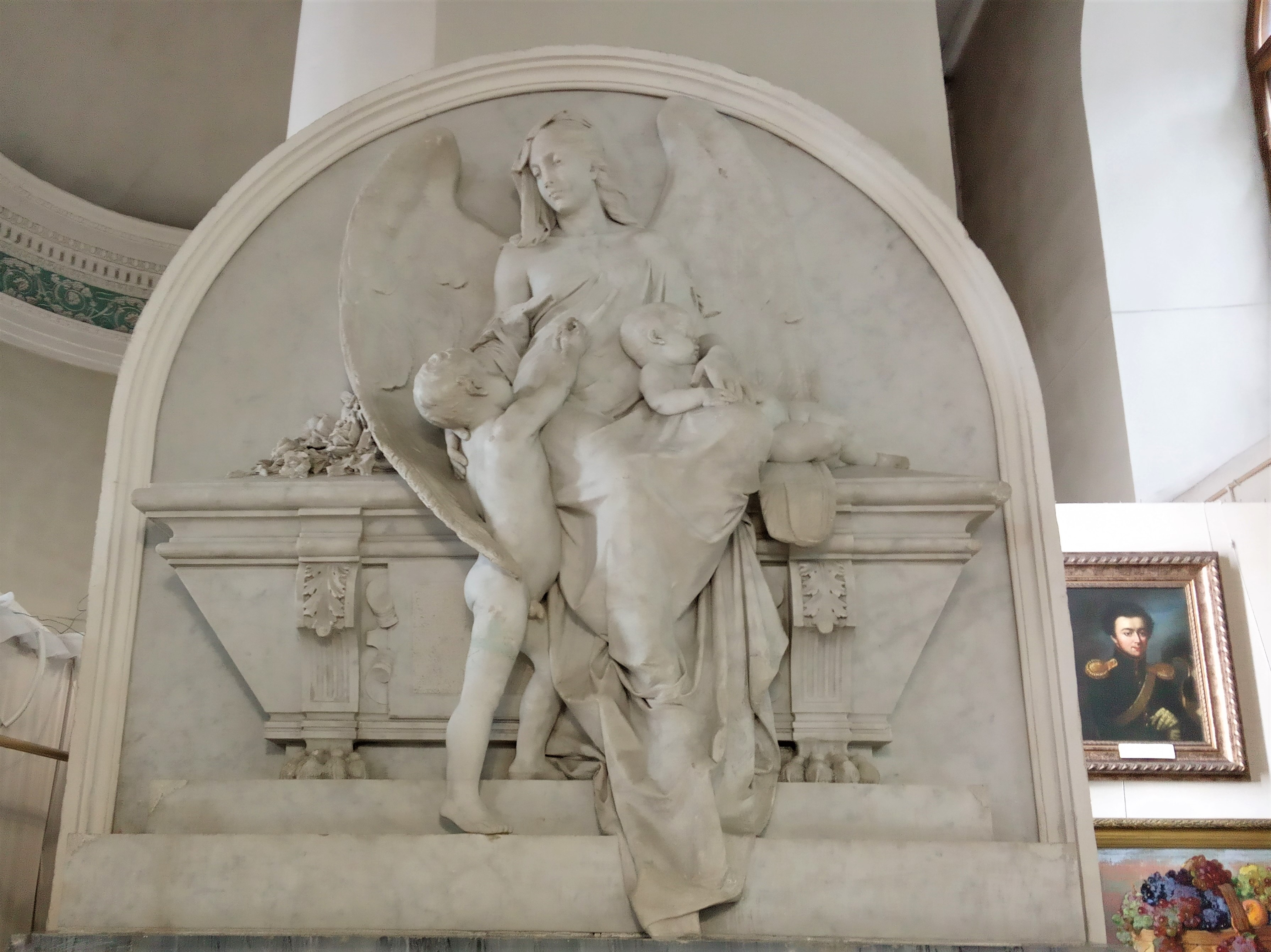
Барельєф в інтер'єрі